# Aplacophora
Il termine Aplacofori è usato in alcune classificazioni meno recenti per indicare una classe di Molluschi comprendente specie caratterizzate da corpo vermiforme, piede, nefridi e cavità palleale ridotti, conchiglia assente. In passato ritenuti Echinodermi oloturoidei, sono stati collocati fra i Molluschi solo nel 1875. Gli Aplacofori riuniscono quelle che secondo molti autori rappresentano due classi differenti: i Solenogastri e i Caudofoveati. 
La concezione degli Aplacofori come gruppo monofiletico è un argomento tutt'oggi in discussione, così come è probabilmente innaturale il raggruppamento degli Anfineuri (o Aculiferi), comprendente Aplacofori e Poliplacofori.